# کاروانسرای بون کوه
کاروانسرای بون کوه یکی از کاروان‌سراهای غرب استان هرمزگان در جنوب ایران است که مربوط به دوره زندیان است.
این کاروان‌سرا در کوه زیر در بونه کوه لوز در بخش کوخرد شهرستان بستک هرمزگان واقع شده و یکی از آثار تاریخی و نقاط دیدنی استان هرمزگان به‌شمار می‌آید.
این مکان یکی از آثار تاریخی سر راه ارتباطی شهرستان لار به شهرستان بندر لنگه است. این کاروانسرا در بون کوه زیر (کوه لوز) واقع شده‌است.

## مهمان خانهٔ کاروانیان
کاروانسراها مهمان خانه‌های کاروانیان در مسیر راه‌های مهم بین شهری است. کاروانسرها به فاصلهٔ مسافتی که کاروان در یک روز می‌توانسته طی کند، ساخته می‌شده‌است. به دلیل دور بودن بخش عمده‌ای از مناطق کشور ایران، و دور بودن شهرها و آبادی‌ها از یکدیگر، وجود نقاطی جهت استراحت و تهیه آذوقه و سرپناه در بین راه، امری حیاتی و ضروری بوده و بدون وجود این ایستگاه‌ها، در طی راه و ارتباط بین مناطق مختلف ایران غیرممکن بوده‌است. «کاروانسرای بون کوه» به دلیل قرار داشتن بر قله کوه زیر که معروف است به (بون کوه لوز) در این راه ارتباطی و طولانی که شهرهای بندرعباس به شهر لار وصل می‌کند نقش ویزه‌ای داشته‌است.
کاروانسرای بون کوه در کنار برکه بون کوه چهار برکه و در پایهٔ کوه سربه فلک کشیدهٔ «گوچی» واقع شده‌است. این کاروانسرا در مسیر راه مشهور گردنه گوچی قرار دارد.

## اهمیت کاروانسرای بون کوه
اهمیت «کاروانسرای بون کوه» از آنجاست که در بین کاروانسرای مِهران و کاروانسرای بلدنگ قرار گرفته بوده‌است؛ و به دلیل قرار گرفتن این کاروانسرا در مسیر راه بازارگانی مهم (درآن زمان) که از شیراز به لار و سپس به بندر لنگه و بندرعباس (گمبرون) متصل می‌نموده‌است.
«کاروانسرای بون کوه» این بنای تاریخی سازه‌ای سنگی با مصالح گچ و اندودهای ساروجی است که بنیان کاروانسرا را تشکیل داده‌اند. تاریخ بنای این کاروانسرا به زمان و دورهٔ زندیه ترجیح داده‌اند.